# Ла-Пас (округ, Аризона)
Шаблон:StateAbbr_ 33°50′25″ пн. ш. 113°56′34″ зх. д. / 33.840277777778° пн. ш. 113.94277777778° зх. д.
Округ Ла-Пас (англ. La Paz County) — округ (графство) у штаті Аризона. Ідентифікатор округу 04012.

## Історія
Округ утворений 1983 року.

## Демографія
За даними перепису
2000 року
загальне населення округу становило 19715 осіб, зокрема міського населення було 8609, а сільського — 11106.
Серед мешканців округу чоловіків було 10123, а жінок — 9592. В окрузі було 8362 домогосподарства, 5616 родин, які мешкали в 15133 будинках.
Середній розмір родини становив 2,79.
Віковий розподіл населення поданий у таблиці:
| Стать    | До 15 років | 15-21 | 22-29 | 30-39 | 40-49 | 50-65 | 65-85 | Понад 85 |
| -------- | ----------- | ----- | ----- | ----- | ----- | ----- | ----- | -------- |
| Чоловіки | 1721        | 817   | 709   | 976   | 1238  | 1994  | 2541  | 127      |
| Жінки    | 1623        | 755   | 595   | 950   | 1166  | 2083  | 2272  | 148      |

## Суміжні округи
- Могаве — північ
- Явапай — північний схід
- Марікопа — схід
- Юма — південь
- Імперіал, Каліфорнія — південний захід
- Ріверсайд, Каліфорнія — захід
- Сан-Бернардіно, Каліфорнія — північний захід

## Виноски
1. ↑  American FactFinder. Бюро перепису населення США. Архів оригіналу за 20 березня 2010. Процитовано 31 січня 2008.

| США | Це незавершена стаття з географії США. Ви можете допомогти проєкту, виправивши або дописавши її. |